# Meria (entreprise)
Meria (anciennement Just-Mining), est une entreprise française spécialisée dans l'investissement en cryptomonnaies et dans les technologies blockchain.
Fondée par Owen Simonin, Meria propose divers services liés aux actifs numériques (achat, vente, échange, staking, gestion et services on-chain).

## Histoire
Just-Mining a été créée en 2017 par Owen Simonin et ses associés Thibaut Boutrou et Laurent Graziani, afin de proposer des mineurs (rig) au grand public.
En 2020, l'entreprise a diversifié ses services en proposant des masternodes[Quoi ?].
En mai 2021 Just-Mining a obtenu l'enregistrement PSAN (prestataire de services sur actifs numériques) par l'AMF.
En décembre 2022 l'entreprise Just-Mining est devenue Meria, un changement de nom qui s'est accompagné d'une refonte de l'identité visuelle de la marque et de l'abandon progressif des services de minage, afin de se consacrer au staking.
En 2023, Meria a levé plus d'un million d'euros afin de financer son développement.
En 2024, Meria a lancé son application mobile.

## Liens associés
- Site officiel